# شیردوشی

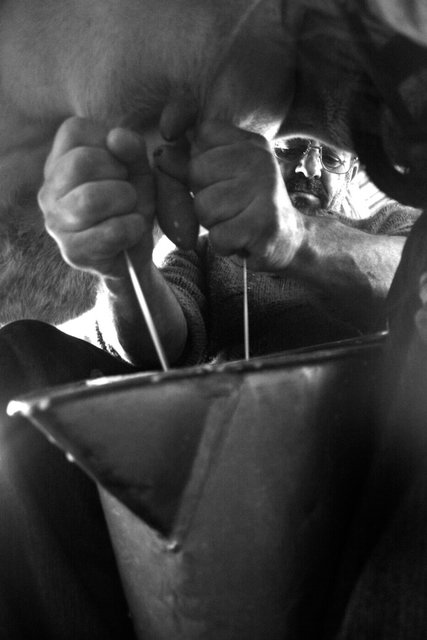
شیردوشی دستی

شیردوشی یا مکیدن شیر (به انگلیسی: Milking) عمل خارج کردن شیر از غده شیری گاو، گاومیش آبی، انسان، بز، گوسفند و به ندرت شتر، اسب و الاغ است. شیردوشی ممکن است با دست یا ماشین انجام شود و باید جانور در حال حاضر یا اخیراً باردار باشد. شیردوشی ممکن است به جانوری گفته شود که شیر را تولید می‌کند یا شخصی که جانور مذکور را می‌دوشد.